# Round Tower (Burnham-on-Sea)
Le phare de Round Tower était l'un des trois phares de Burnham-on-Sea dans le comté de Somerset en Angleterre. Désactivé en 1832 il est maintenant une résidence privée.
Ce phare fut géré par la Trinity House Lighthouse Service de Londres, l'organisation de l'aide maritime des côtes de l'Angleterre.

## Histoire
Burnham-on-Sea se distingue par sa plage et ses vasières, caractéristique de la Bridgwater Bay (en), site d'intérêt scientifique particulier, et du reste du canal de Bristol où la marée peut reculer jusqu'à 1,5 milles (2,4 km). Burnham est proche de l'estuaire de la rivière Parrett qui s'écoule dans le canal de Bristol, et possède la deuxième plage où la hauteur de marée est la plus élevée dans le monde avec une amplitude de 15 mètres. La première est la baie de Fundy dans l'est du Canada. Les sables, en constante évolution, ont toujours été un risque important pour la navigation dans la région.
Au cours du XVIIIe siècle, une lumière a été placée sur le sommet de la tour de l' église St Andrew pour guider les bateaux de pêche dans le port. Deux vicaires locaux, John Goulden en 1764, puis Walter Harris en 1799, ont suscité une souscription parmi la population locale pour remplacer la lumière de l'église. Celle-ci a été construite entre 1800 et 1801, lorsque le curé David Davies a payé 20 £ pour construire une tour ronde attenante à sa maison. Des fonds ont été recueillis auprès de commerçants locaux et des propriétaires de navires. Cependant, en 1813, les fonds étaient encore insuffisants et Davies eut la permission de percevoir des cotisations pour compléter le revenu annuel car cela ne suffisait pas pour la maintenance des lumières. Un bail de 100 ans fut accordé à cette permission de percevoir des cotisations. Puis, les 85 années restantes du bail ont été vendues à Trinity House vers 1829. Les fonds provenant de la vente de la tour ont été utilisés par le vicaire David Davies pour améliorer la zone dans le but de créer une station thermale.
Trinity House a exploité le phare jusqu'en 1832 et il est devenu inactif à son remplacement par le phare de Burnham-on-Sea High et le phare de Burnham-on-Sea Low. La tour fut ensuite raccourcie à deux étages, pour éviter toute confusion avec le nouveau phare et des créneaux ont été ajoutés.
Identifiant : ARLHS : ENG-323 .

### Lien connexe
- Liste des phares en Angleterre